# Gravellona Toce
Gravellona Toce (piemontiul: Gravelon-a) település Olaszországban. Lakosainak száma 7538 fő (2023. január 1.). Gravellona Toce Baveno, Casale Corte Cerro, Mergozzo, Omegna, Ornavasso, Stresa és Verbania községekkel határos.

## Népesség
A település népességének változása:
| Lakosok száma | 7836 | 7887 | 7538 |
|               | 2017 | 2018 | 2023 |